# Linux Professional Institute
Linux Professional Institute Inc. (LPI) は、カナダに本拠地をおくLinuxのシステムアドミニストレータおよびプログラマについて、ベンダーとは独立したプロフェッショナル認定を行う非営利団体である。
Linux Professional Institute Certification (LPIC) は、各個人の能力レベルを示す資格を提供する。また、LPIC以外にもオープンソース入門者向けのLinux Essentialsプログラムや、DevOpsやBSDなどの技術を使用するプロフェッショナル向けのオープンソース技術のプログラムも提供している。

## プログラム
試験は、Linuxに関する各種トピックから出題される。世界各国で行われており、様々な言語に翻訳されている。
基本的に選択問題が多いが、一部記述問題もある。コンピュータを使った試験もあるし、紙を使った試験もある。
試験内容の更新について、LPIはコミュニティの積極的参加を奨励している。新規問題作成や既存の問題の更新には誰でも参加でき、そのために Objectives Development というウィキやメーリングリストがある。
試験は特定のベンダーに依存していないので、Linuxに汎用的に通用する知識を要求される。例えば、.deb と .rpm というパッケージ形式の違いに関する問題などが出題される。初期の試験では受験者が問題を選択できるようになっていたが、現在は両方のフォーマットを知っていることを要求される。

## 組織
Linux Professional Institute Inc. は1999年、Chuck Mead、Dan York、Evan Leibovitch、Tom Peters らが創設した。正式には1999年10月25日、カナダの非営利団体として設立されている。本部はカナダオンタリオ州トロント近郊にある。現在の理事長は Jon “maddog” Hall。
IBM、Suse、Cisco、Intel、RockSpaceなど、名だたるGlobal企業が企業スポンサーになっている。また、これらの企業はLinuxの開発に貢献しており、その意味で常にLinuxの国際的な最新トレンドが共有され試験開発に生かされている。
試験は Linux Professional Institute Inc. が直接実施しているのではない。現在、多くの試験はピアソンVUEやプロメトリックが行っている。LinuxやIT関連のショーや国際会議の会場でも試験を行っており、通常よりも低価格（あるいは無料）で受験できる。
LPIは Desktop Linux Consortium の設立メンバーでもある。日本ではLPI日本支部が、Linux Professional Institute Inc.の直下の組織として運営している。試験の実施に関する業務以外にも、教育機関の支援を行うトレーニングパートナ制度の運用も行っている。

## 再認定方針
LPIは創設以来、再認定の方針を3回変更している。当初、再認定という考え方はなかったが、2004年9月1日、技術の進歩にあったスキルを保証するために認定期間を10年とした（有効期間という意味ではないが、10年以内に再認定を受けないと認定の有意性がなくなる）。それ以前に与えられた認定は生涯変わらないものとされ、方針変更後もそれは変わらないとされた。そして2006年9月1日、LPIは技術の進展が急激であるとして認定期間を5年とした。2004年9月1日以前の認定でも5年以内の再認定か上位の認定を受ける必要があるとされた。ただし、2003年9月1日以前の認定は2008年9月1日まで有意性があるとされている。